# Bitva o Sevastopol (film)
Bitva o Sevastopol (rusky Битва за Севастополь; ukrajinsky Незламна) je rusko - ukrajinský film režiséra Sergeje Mokrického natočený v roce 2015. Film vypráví příběh odstřelovačky Ludmily Pavličenkové, která ve druhé světové válce zabila přes 300 německých vojáků.

## Děj
Ljudmila (Julia Peresild) na střelnici branné organizace předvedla skvělý výkon ve střelbě. Je tedy armádou vyslána na půlroční kurz přesné střelby. Po jeho absolvování se vrátí zpět na univerzitu, kde studovala historii. Ještě před vypuknutím války pozná Borise (Nikita Tarasov), lékaře, který ji vyzná lásku. Poté, co je Sovětský svaz napaden Německem, Ljudmila se dobrovolně přihlásí na frontu. Poté, co projde výcvikem, je odvelena do Oděsy.
Zde prožije první ostrý střet s nepřítelem. Ihned v první bitvě také vyřadí z boje tank. Jejím velitelem je kapitán Makarov (Oleg Vasilkov), do kterého se postupně zamiluje. Ten se však její lásku bojí opětovat, kvůli strachu ze smrti milované osoby. Při svém zranění se Ljudmila opět setkává s Borisem, který ji nechce nechat vrátit na frontu. Přesto jí potvrzení o návratu vystaví. V tu chvíli se také dozví o úmrtí Makarova.
Po návratu na frontu, tentokrát u Sevastopolu, se jejím novým velícím důstojníkem stane Leonid Kicenko (Jevgenij Cyganov), se kterým se sblíží. Při jedné akci jsou společně zranění, přičemž Leonid svým zraněním podlehl. Při rekonvalescenci se Ljudmila opět setkává s Borisem, který ji z obklíčeného Sevastopolu dostane na svůj evakuační průkaz do ponorky, a tím jí zachrání život. Poté se již do války nikdy nevrátila.
Celý film je proložen pohledy do roku 1942, kdy byla vybrána za členku delegace, pozvané Mezinárodním svazem studující mládeže k návštěvě Spojených států amerických. Zde se sblížila Eleanor Rooseveltovou (Joan Blackham), která ji při cestách doprovázela.

## Obsazení
| Julija Peresildová | Ljudmila Pavličenková |
| Jevgenij Cyganov   | Leonid Kicenko        |
| Alexandr Denisenko | Vadim Žuk             |
| Nikita Tarasov     | Boris                 |
| Oleg Vasilkov      | kapitán Makarov       |
| Polina Pachomova   | Maša                  |
| Joan Blackham      | Eleanor Rooseveltová  |